# ARN ribossomal 16S

Estrutura atômica da subunidade 30S do Thermus thermophilus. Proteínas estão representadas em azul e o RNA em laranja.

RNA ribossomal 16s (ou 16S rRNA) é um componente da pequena subunidade 30S dos ribossomos procarióticos. Devido as baixas taxas de evolução da região, o 16S rRNA é utilizado em reconstrução filogenética.
Múltiplas sequências de 16S rRNA em uma única bactéria.
Os estudos que utilizam o 16 rRNA, se utilizam da sequência no DNA que codifica a região 16S e realiza comparações com outros procariontes, tendo em vista a baixa taxa de mutação nessa região do DNA. Até o ano de 2020 esse método é considerado de referência para análise da taxonomia de bactérias.
O método se trata de encontrar a região 16S da bactéria e realizar seu isolamento por primers (fazem a seleção do local a ser amplificado) específicos, após essa etapa é realizada a Reação em cadeia das polimerases (PCR) com o objetivo de aumentar grandemente o número de cópias dessa região. Após essa etapa as cópias são utilizados em uma máquina de sequenciamento genético, sendo o aumento no número de cópias essencial para detecção no sequenciador

## Uso na filogenética
A molécula 16S rRNA destaca-se como a chave para a produção de proteínas em todos os organismos. Como essa função é tão central para a vida, é improvável que organismos com mutações no seu 16S rRNA sobrevivam, levando a uma grande (mas não absoluta) estabilidade na estrutura desse polinucleotídeo ao longo de gerações. A molécula 16S rRNA é suficientemente grande para mostrar variações específicas do organismo, mas ainda pequena o suficiente para ser comparada rapidamente. Em 1977, Carl Woese, um microbiologista que estudava as sequências genéticas de microrganismos, desenvolveu um novo método de comparação que envolvia dividir o RNA em fragmentos que poderiam ser classificados e comparados com outros fragmentos de outros organismos. Quanto mais semelhantes os padrões deste gene entre as espécies, mais intimamente elas estão filogeneticamente relacionadas.